# مسجد حسینیه (گنجه)
مسجد حسینیه (گنجه) (به ترکی آذربایجانی: Hüseyniyyə məscidi) مسجدی‌است، که در شهر گنجه جمهوری آذربایجان قرار دارد.

## دربارهٔ مسجد
در کتیبه‌ای واقع در محراب آمده‌است، که مسجد در سال ۱۳۰۳ هجری (۱۸۸۶ میلادی) احداث گردیده‌است. سه کتیبه دیگر نیز در محراب موجود می‌باشد، که هنوز قابل خواندن است. از شیوه خط و نواشتاری این کتیبه‌ها که در سمت‌های جنوب، غرب و شرق بنا قرار گرفته‌است، معمول می‌گردد، که آنها از سوی یک نفر نوشته شده‌است. اولین دو خط کتیبه واقع در ضلع غرب منبر به زبان عربی و بقیه به زبان آذربایجانی به نگارش درآمده‌است.
در اوین و دومین خطوط آمده‌است، که محراب مسجد را استاد اهل تبریز «آخوند ملا فرزند اسدالله» با نگارش‌ها مزین نموده‌است.
بر روی دیواری در نزدیکی محراب در درون مسجد قبلاً نقوش نباتی وجود داشته، که بعداً در نتیجهٔ گچ‌کاری ناپدید شده‌است. بنابراین می‌توان گفت، که، هدف اصلی از ساخت این بنا این بوده‌است، که آن به‌عنوان مسافرخانه یا مدرسه فعالیت کند. زیرا آن روزگار آرایش مساجد با نقاشی نباتی ممنوع بود؛ ولی بعداً محرابی در این ساختمان بنا شد، که آن به‌عنوان مسجد فعالیت کند.
در سومین کتیبه‌ای که اطلاعات مفصلی در مورد غرض احداث، نام و تاریخچه اثر ارائه می‌دهد، آمده‌است: «زمین این اثر را خانم «سبیه» فرزند شاهزاده «بهمن میرزا» از ملک خویش وقف نموده‌اند. دیگر سخاوتمندان مقیم در اینجا نیز در ساخت این بنا از دارایی‌های خویش خرج نموده‌اند».